# Türkiye Diyanet Vakfı İslâm Ansiklopedisi
Türkiye Diyanet Vakfı İslâm Ansiklopedisi (« Encyclopédie de la fondation de la présidence des Affaires religieuses », abbr. TDVİA, DİA ou TDV İslâm Ansiklopedisi) est un ouvrage de référence sur les études islamiques en turc. L'éditeur est le centre de recherche sur l'islam (ISAM), géré par la fondation Türkiye Diyanet Vakfı (de) du ministère des affaires religieuses. 

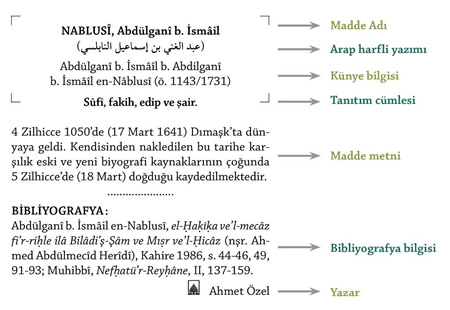
Structure des articles du TDVİA

La première édition de l'ouvrage, terminée en 2016, compte 44 volumes et 2 annexes. Elle a été publiée entre 1988 (1er volume) et 2013 (44e volume). Les annexes ont été achevées en 2016. Près de 2 000 personnes ont participé à la rédaction des 16 855 articles. Ceux-ci sont désormais librement accessibles en ligne. Cet ouvrage ne doit pas être confondu avec l'İslâm Ansiklopedisi (1940-1987). 
L'encyclopédie traite non seulement de l'Islam, mais aussi de nombreux sujets liés à l'histoire, la civilisation, les sociétés et les pays islamiques, regroupés en différentes thématiques telles que : littérature de langue arabe (Arap Dili ve Edebiyatı), géographie (Coğrafya), histoire des religions (Dinler Tarihi), littérature persane et Ourdou (Fars ve Urdu Edebiyatları), droit canonique (Fıkıh), calligraphie (Hat),  traditions (Hadis), pensée islamique et morale (İslâm Düşüncesi ve Ahlâk), histoire des sciences (İlimler Tarihi), histoire et civilisation islamiques (İslâm Tarihi ve Medeniyeti), paroles divines (Kelâm), architecture (Mimari), musique (Mûsiki), commentaire (Tefsir), mysticisme (Tasavvuf), Langue et littérature turques (Türk Dili ve Edebiyatı), Histoire et civilisation turques (Türk Tarihi ve Medeniyeti).